# こあくまるんです/サヨナラのかわりに2013
「こあくまるんです/サヨナラのかわりに2013」（こあくまるんです/サヨナラのかわりににせんじゅうさん）は、おはガールちゅ!ちゅ!ちゅ!の3rdシングル。2013年2月19日にハピネットから発売された。

## 概要
- 通常盤 Type-A・B・C、限定盤 Type-D・E・Fの6形態で発売。
- 全タイプにトレーディングカード（全24種＋シークレット1種）がランダム封入。
- 「サヨナラのかわりに2013」は、1999年度「おはスタ」出演者で構成されたユニット「おはぐみ」が2000年にリリースしたシングル『サヨナラのかわりに』のカバー曲である。
- 「サヨナラのかわりに2013」のMVのパラパラ漫画は、おはスタ水曜レギュラーのレオナルド・ダ・テッケン（鉄拳）が手掛ける。なお、鉄拳のパラパラ漫画が全編カラー化されるのは、本作が初である[5]。

## 収録曲
1. こあくまるんです
作詞：MEG.ME、作曲：生田真心、編曲：MEG.ME
2. サヨナラのかわりに2013
作詞・作曲：BANANA ICE、編曲：鳴瀬シュウヘイ
3. こあくまるんです（カラオケ）
4. サヨナラのかわりに2013（カラオケ）

限定盤 Type-D 付属DVD
1. こあくまるんです MV
2. 特典映像：ちゅっと答えまちゅ!3

限定盤 Type-E 付属DVD
1. こあくまるんです MV
2. 特典映像2：クリスマスライヴ2012

限定盤 Type-F 付属DVD
1. こあくまるんです MV
2. 特典映像3：ジャケット・MVメイキング

## 発売記念インストア・イベント
シングル発売を記念し、2013年2月3日から24日にかけてにインストア・イベントが開催された。
| 公演日  | 都道府県 | 会場                            | 参加メンバー   |
| ------- | -------- | ------------------------------- | -------------- |
| 2月3日  | 東京都   | アリオ亀有                      | 全員           |
| 2月14日 | 東京都   | ラフォーレミュージアム原宿      | 全員           |
| 2月18日 | 東京都   | アキバ☆ソフマップ1号店          | 全員           |
| 2月19日 | 埼玉県   | アリオ川口                      | 全員           |
| 2月20日 | 千葉県   | イオンモール津田沼              | ゆうな・ひなこ |
| 2月21日 | 神奈川県 | アリオ橋本                      | 全員           |
| 2月22日 | 東京都   | タワーレコード渋谷店            | 全員           |
| 2月23日 | 神奈川県 | クイーンズスクエア横浜          | 全員           |
| 2月24日 | 東京都   | 池袋サンシャインシティ 噴水広場 | 全員           |